# أندريه أرديتو
أندريه أرديتو (بالإيطالية: Andrea Ardito) (8 يناير 1977 بفياريدجو في إيطاليا - ) هو لاعب كرة قدم إيطالي في مركز الوسط. لعب مع نادي بولونيا ونادي تورينو ونادي سيينا ونادي كومو ونادي ليتشي وسيتا دي بونتيديرا.

## روابط خارجية
- أندريه أرديتو على موقع قاعدة بيانات كرة القدم.إي يو (الإنجليزية)
- أندريه أرديتو على موقع عالم كرة القدم.نت (الإنجليزية)